# 정한재
정한재(1995년 9월 28일~)는 대한민국의 레슬링 선수이다.

## 생애
부산광역시에서 태어나 서울체육고등학교, 경성대학교를 졸업했으며 고등학교 1학년 때 레슬링에 전념했다. 청소년, 주니어 국가대표를 거쳐 삼성생명 레슬링단에 입단한 후 2017년에 레슬링 국가대표로 발탁되었다. 2021년 4월에는 카자흐스탄 알마티에서 열린 2021년 아시아 선수권 대회에 참가하여 그레코로만형 -60kg급에서 동메달을 획득했다.
2022년 10월 수원시청 소속으로 옮겼다. 이듬해인 2023년 4월 카자흐스탄 아스타나에서 열린 2023년 아시아 선수권 대회 그레코로만형 -60kg 경기에 출전했으며 결승에서 키르기스스탄의 졸라만 샤르셴베코프에게 패하면서 은메달을 획득했다. 같은 해 10월에는 중국 항저우에서 열린 2022년 아시안 게임에 참가했다. 그레코로만형 -60kg급 준결승에서 키르기스스탄의 샤르셴베코프에게 패했으나 패자부활전을 거쳐, 동메달 결정전에서 우즈베키스탄의 이슬람존 바흐라모프를 꺾고 동메달을 획득하였다.